# Tod Browning

Tod Browning (12. juli 1880 – 6. oktober 1962) var en amerikansk filminstruktør og skuespiller.
Som ung mand levede og arbejdede Charles Albert Browning, Jr. med omrejsende cirkuser, en oplevelse der især kan mærkes i Freaks. Senere mødte han D.W. Griffith og blev først en skuespiller (han var statist i Intolerance) og blev derefter filminstruktør.
Han trak sig tilbage i 1942.

## Filmografi

### instruktør
- The Lucky Transfer (1915)
- The Slave Girl (1915)
- An Image of the Past (1915)
- The Highbinders (1915)
- The Story of a Story (1915)
- The Spell of the Poppy (1915)
- The Electric Alarm (1915)
- The Living Death (1915)
- The Burned Hand (1915)
- The Woman from Warren's (1915)
- Little Marie (1915)
- The Fatal Glass of Beer (1916)
- Everybody's Doing It (1916)
- Puppets (1916)
- Jim Bludso (1917)
- A Love Sublime (1917)
- Hands Up! (1917)
- Peggy, the Will O' the Wisp (1917)
- The Jury of Fate (1917)
- The Legion of Death (1918)
- The Eyes of Mystery (1918)
- Revenge (1918)
- Which Woman? (1918)
- The Deciding Kiss (1918)
- The Brazen Beauty (1918)
- Set Free (1918)
- The Wicked Darling (1919)
- The Exquisite Thief (1919)
- The Unpainted Woman (1919)
- The Petal on the Current (1919)
- Bonnie, Bonnie Lassie (1919)
- The Virgin of Stamboul (1920)
- Outside the Law (1920)
- No Woman Knows (1921)
- The Wise Kid (1922)
- Man Under Cover (1922)
- Under Two Flags (1922)
- Drifting (1923)
- The Day of Faith (1923)
- White Tiger (1923)
- The Dangerous Flirt (1924)
- Silk Stocking Sal (1924)
- The Unholy Three (1925)
- The Mystic (1925)
- Dollar Down (1925)
- The Blackbird (1926)
- The Road to Mandalay (1926)
- The Show (1927)
- The Unknown (1927)
- London After Midnight (1927)
- The Big City (1928)
- West of Zanzibar (1928)
- Where East Is East (1929)
- The Thirteenth Chair (1929)
- Outside the Law (1930)
- Dracula (1931)
- Iron Man (1931)
- Freaks (1932)
- Fast Workers (1933)
- Mark of the Vampire (1935)
- The Devil-Doll (1936)
- Miracles for Sale (1939)

### Skuespiller
- Intolerance (1916) - Crook (ikke nævnt)
- Dracula (1931) - Harbormaster (stemme, ikke nævnt)